# الكنيسة الرومانية الكاثوليكية في تونس

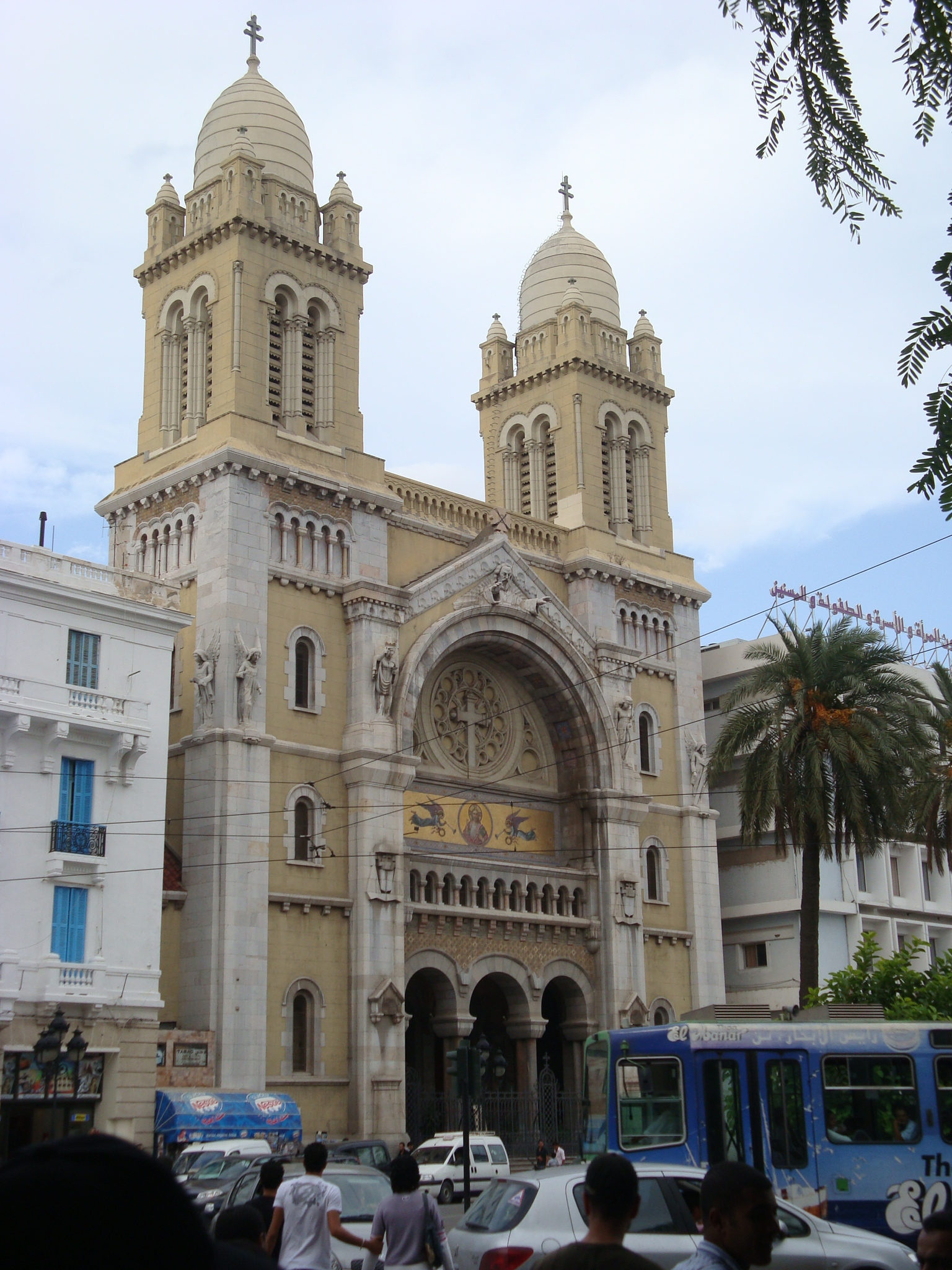
تعد كاتدرائية القديس فنسون دو بول بتونس الآن الكاتدرائية الكاثوليكية الوحيدة في البلاد.

الكنيسة الكاثوليكية في تونس هي جزء من الكنيسة الكاثوليكية العالمية، تحت القيادة الروحية للبابا في روما.

## استقلال تونس
منذ أواخر القرن التاسع عشر وحتى بعد الحرب العالمية الثانية، كانت تونس موطنًا لعدد كبير من السكان من أصول فرنسية مسيحية وإيطالية ومالطية (255000 أوروبي في عام 1956). انخفض عدد الكاثوليك بعد استقلال تونس. تم نقل ملكية العديد من المباني الكاثوليكية، بما في ذلك كاتدرائية القديس لويس، إلى الدولة بموجب تسوية مؤقتة تم التوصل إليها بين الكرسي الرسولي والجمهورية التونسية.

## مرافق
في عام 2022، شكل الكاثوليك الأغلبية (حوالي 24000 من أصل 30000) من المسيحيين في البلاد. في الماضي، كانت أبرشية تونس تدير 12 كنيسة، و9 مدارس، والعديد من المكتبات، وعيادتين، بالإضافة إلى إقامة الخدمات الدينية، وإدارة الدير، والأنشطة الثقافية المنظمة بحرية، والقيام بالأعمال الخيرية في جميع أنحاء البلاد. في بعض الأحيان، كانت الجماعات الدينية الكاثوليكية تعقد الصلوات في مساكن خاصة أو في أماكن أخرى.

## التوعية المسكونية
زار البابا يوحنا بولس الثاني تونس في 15 أبريل 1996 لتقديم الدعم للكنيسة هناك والدعوة إلى حوار سلمي بين المسلمين والمسيحيين في جميع أنحاء شمال أفريقيا.

## أنظر أيضاً
- الدين في تونس
- كنيسة سانت كروا بتونس، مبنى الكنيسة السابق